# Tainia
Tainia är ett släkte av orkidéer. Tainia ingår i familjen orkidéer.

## Dottertaxa tillTainia, i alfabetisk ordning[1]
- Tainia angustifolia
- Tainia bicornis
- Tainia caterva
- Tainia cordifolia
- Tainia crassa
- Tainia dunnii
- Tainia elmeri
- Tainia emeiensis
- Tainia hennisiana
- Tainia hongkongensis
- Tainia latifolia
- Tainia laxiflora
- Tainia longiscapa
- Tainia macrantha
- Tainia maingayi
- Tainia malayana
- Tainia marmorata
- Tainia megalantha
- Tainia minor
- Tainia obpandurata
- Tainia ovalifolia
- Tainia papuana
- Tainia paucifolia
- Tainia penangiana
- Tainia ponggolensis
- Tainia purpureifolia
- Tainia ruybarrettoi
- Tainia scapigera
- Tainia serratiloba
- Tainia simondii
- Tainia speciosa
- Tainia trinervis
- Tainia vegetissima
- Tainia viridifusca
- Tainia wrayana